# I cuccioli
I cuccioli (titolo originale Los Cachorros) è un romanzo breve di Mario Vargas Llosa del 1967, pubblicato per la prima volta in Italia nel 1978 da Editori Riuniti. L'autore si ispirò a un fatto realmente accaduto letto in un giornale, arricchendolo coi propri ricordi di adolescente. Vargas Llosa propone un'istantanea tragicomica della borghesia peruviana dell'epoca.

## Trama
I cuccioli racconta la storia di un gruppo di ragazzi dall'adolescenza all'età adulta, sviluppandosi attorno alla vita di uno di loro, Cuéllar, il protagonista del racconto. La storia ha infatti inizio con il suo arrivo al collegio Champagnat situato nel quartiere Miraflores di Lima. Qui stringe amicizia con quattro ragazzi (Mañuco, Lalo, Choto e Chingolo) appartenenti all'alta borghesia della città. Il punto di svolta avviene quando Cuéllar viene evirato a seguito del morso di un cane, fatto che avrà come conseguenza l'emarginazione e l'isolamento del ragazzo e che lo segnerà profondamente non solo dal punto di vista fisico, ma soprattutto a livello psicologico e sociale. Dopo il tragico evento, la narrazione prosegue nel tempo; quegli stessi ragazzini, col passare degli anni, diventano uomini: si interessano alle ragazze, alle feste, al fumo e all'alcol, si iscrivono all'università e infine si sposano. Un percorso convenzionale che Cuéllar non seguirà e da cui si allontanerà volontariamente al fine di colmare la sua diversità e la sua sofferenza.

## Tecnica narrativa
La narrazione de I cuccioli è caratterizzata da un'alternanza tra la voce del gruppo, in prima persona plurale, e quella del narratore onnisceinte eterodiegetico che dà voce ai personaggi, descrivendo i loro dialoghi, movimenti, gesti e pensieri. Questa alternanza è visibile fin dall'incipit del racconto:
Portavano ancora i pantaloni corti quell'anno, non avevamo cominciato a fumare, fra tutti gli sport preferivano il calcio e stavamo imparando a tagliare le onde, a tuffarci dal secondo trampolino del Terrazas, ed erano turbolenti, imberbi, curiosi, molto agili, voraci. (2003:3) 

Lo stesso Vargas Llosa ha così commentato:
La storia è raccontata de una voce al plurale che, in modo capriccioso e senza preavviso, oscilla da un personaggio all'altro, da una realtà obiettiva (un atto) a una soggettiva (un'intuizione, un pensiero), dal passato al presente o al futuro. L'idea è che questa voce collettiva, ballerina, e guizzante che destabilizza e maltratta (musicalmente) il lettore, lo renda partecipe della storia di Cuéllar e non la racconti soltanto.

Un'altra delle particolarità de I cuccioli è la cosiddetta condensazione narrativa che fa sì che un periodo di tempo relativamente esteso (circa venticinque anni) venga condensato in un tempo di lettura molto breve e dal ritmo serrato. Vargas Llosa ricorre a diversi espedienti per mantenere questa accelerazione narrativa, facendo ampio uso del discorso indiretto libero, con la conseguente eliminazione dei nessi verbali che di norma introducono il discorso diretto, e inserendo dialoghi costituiti solo esclusivamente da domande o solo da risposte.
L'autore adatta il linguaggio dei cuccioli-narratori a ogni fase della loro vita; «il linguaggio utilizzato rappresenta una trasformazione graduale, quasi impercettibile, come se le espressioni stesse riflettessero il processo di maturazione dei giovani».  Questa variazione del linguaggio, che va di pari passo con la crescita dei personaggi, è ben visibile nell'uso di onomatopee e grafismi, di cui il racconto è ricco, che è molto più frequente nei primi capitoli, legati all'infanzia e all'adolescenza, per poi scomparire del tutto nel capitolo finale, il capitolo della maturità.

## Ambientazione

### Spazio
Il collegio Champagnat e il quartiere Miraflores, in cui è ubicato, sono il fulcro dell'azione del racconto. Affacciato sull'oceano Pacifico, Miraflores è il quartiere residenziale per eccellenza di Lima, nato come località balneare dell'aristocrazia peruviana e collegato alla città solo nei primi decenni del Novecento. A partire dagli anni '40, periodo di inizio del libro, Miraflores è un quartiere abitato da famiglie di discendenza europea che hanno fatto fortuna soprattutto nell'industria o nella finanza: vivere in questa zona significa essere automaticamente di buona famiglia. A Miraflores, i protagonisti vivono la propria infanzia. È lo spazio in cui agiscono e che non viene mai oltrepassato se non per visitare Cuéllar, ricoverato dopo l'evirazione, alla Clinica Americana. Il passaggio dall'infanzia all'adolescenza segna l'uscita dal quartiere di riferimento, nonostante il Champagnat continui a rivestire un ruolo importante. I ragazzi si spingono fino all'altro capo della città in occasione del concerto del famoso interprete di mambo, Dámaso Pérez Prado e iniziano a frequentare il collegio delle monache, a Sin Isidro, quando iniziano a interessarsi alle ragazze. Finito il loro ciclo scolastico, sono il parco Salazar, i club, le caffetterie di lusso e le spiagge i luoghi in cui i ragazzi si ritrovano e il quartiere la Herradura prenderà il posto di Miraflores. Con il passare degli anni, il gruppo acquisisce maggior autonomia e, grazie all'auto di Cuéllar, il loro raggio d'azione aumenterà, toccando anche quartieri degradati dove avrà luogo l'iniziazione sessuale dei ragazzi. La fine del racconto è segnata dal ritorno dei ragazzi, ormai adulti, a Miraflores. Qui, come in un movimento circolare, il gruppo si integra nuovamente nel quartiere borghese di provenienza, aderendo alle sue regole e ai suoi schemi.

### Tempo
La narrazione de Los cachorros si può collocare tra la seconda metà degli anni '40 e la prima metà degli anni '60. I riferimenti a questo periodo sono numerosi (personaggi come James Dean o Elvis Presley o marchi di automobili come Ford o Volvo). Vi è un unico piano temporale attraverso cui il lettore vive la crescita e l'evoluzione fisica e psicologica dei personaggi fino alla comparsa di una nuova generazione che perpetuerà gli stessi schemi sociali. I riferimenti temporali sono frequenti e continui, fin dall'inizio del racconto sono presenti avverbi e locuzioni temporali ("ancora", "quest'anno", "mano a mano", "l'anno scorso"), così come la scansione degli anni scolastici.
Il racconto, che copre un arco di tempo di circa venticinque anni, è suddiviso in sei capitoli dalla cronologia asimmetrica: i capitoli I, IV e V prendono in considerazione un periodo di 2 anni, il II e il III, 5 anni e il VI, ben 10 anni. Il filo conduttore della narrazione è Cuéllar, la cui evoluzione viene scandita nei sei capitoli.
| I   | Cuéllar entra a far parte del gruppo, castrazione.                      |
| II  | Cuéllar diventa "Cazzolino" e acquisisce fama.                          |
| III | Prima crisi di Cuéllar: isolamento, timidezza, atteggiamento scontroso. |
| IV  | Crisi definitiva: impossibilità di dichiararsi a Teresita.              |
| V   | Profonda instabilità interiore ed esibizione della virilità.            |
| VI  | Ritorno all'infanzia, separazione dal gruppo e morte.                   |

## Personaggi

### Cuéllar
È il protagonista del romanzo attorno a cui è costruito il racconto che ne segue l'ascensione e la caduta. Cuéllar è una sorta di antieroe, condannato fin del principio a essere un outsider; è l'unico personaggio con una propria individualità, imposta dall'incidente della castrazione, non solo fisica, ma anche morale e sociale. All'inizio della storia, Cuéllar si inserisce senza problemi all'interno della nuova scuola e del gruppo di amici. L'accettazione completa da parte di questi ultimi avviene dopo che il ragazzino riesce a dar prova del suo talento scolastico e soprattutto calcistico. Sembra quindi che anche Cuéllar si sia conformato con il gruppo. Tuttavia, poco dopo, ha luogo l'attacco del cane che evirerà Cuéllar. Questo fatto, che all'inizio pare essere accettato abbastanza bene, stravolgerà completamente la sua vita. Dopo l'accaduto, Cuéllar viene marchiato dai compagni di scuola col soprannome di "Cazzolino" che il ragazzo accetta, seppur a fatica. Ciononostante, la vita del ragazzo trascorre normalmente, sembra anzi migliorare: i genitori lo viziano, gli fanno regali e concessioni ed è addirittura invidiato dagli amici. La prima crisi del protagonista avviene durante il periodo dell'adolescenza, quando gli amici iniziano a interessarsi alle ragazze e a dare quindi prova della loro virilità. Questa è la prima occasione in cui Cuéllar si rende conto di essere diverso dagli altri e tenta di supplire alla sua diversità con comportamenti che mettano in risalto la sua mascolinità: si ubriaca, guida l'automobile ad alta velocità, sfida i cavalloni, impreca costantemente. Con l'arrivo di Teresita Arrarte, Cuéllar modifica il suo comportamento per qualche tempo. Ora supplisce alla sua mancanza non più con l'isolamento, ma con la socialità, non più con gesti rischiosi e superficiali, ma con la politica, la filosofia e la religione. È un periodo di speranza in cui Cuéllar si innamora di Teresita e arriva anche a sperare di riuscire a riguadagnare la propria virilità grazie a un'operazione. Le speranze di Cuéllar si infrangono completamente quando la ragazza riceve la dichiarazione d'amore di un altro. Questo fatto segna la caduta verso il baratro dell'ormai giovane uomo. La mancanza di virilità, se prima aveva generato solidarietà da parte degli amici, ora è solo un elemento di distacco. Ancora una volta Cuéllar reagisce mettendo in atto comportamenti spavaldi, considerati antisociali, che si faranno sempre più estremi tanto da condurlo alla morte. Cuéllar è il capro espiatorio di una castrazione collettiva, castrazione rifiutata fino all'ultimo dal protagonista, che cercherà in tutti i modi di conformarsi a quel gruppo che, dopo averlo compatito, lo emarginerà e si farà beffe di lui. Cuéllar è sia vittima, sia carnefice del proprio destino anche a causa della propria incapacità di accettarsi e di allontanarsi da una società ipocrita e superficiale.

### Gli amici
Gli amici di Cuéllar (Lalo, Chingolo, Mañuco e Choto) sono i personaggi più importanti del racconto dopo il protagonista. Rappresentano una sola e unica voce collettiva. Non sono mai descritti singolarmente, né dal punto di vista fisico né da quello psicologico. Cuéllar è la nota discordante del gruppo (es: all'inizio della storia Cuéllar non ha interesse a giocare a calcio con loro, ma preferisce tornare a casa a studiare) che fa di tutto per fagocitarlo. Anche i quattro amici sono in parte responsabili della caduta del protagonista che viene sempre compatito e a volte deriso dagli stessi. Questi ultimi si mantengono sempre al margine delle sventure di Cuéllar, limitandosi a commentarle e spesso usandole come fonte di intrattenimento. Il loro comportamento non fa altro che acuire la sofferenza di Cuéllar e a ricordargli costantemente la perdita della virilità (lo esortano a farsi avanti con le ragazze, a entrare nel mondo del sesso, mondo evidentemente precluso all'amico). Cuéllar si vede quindi costretto a adottare comportamenti estremi per dare dimostrazione del suo valore. I quattro amici sono la metafora della borghesia peruviana, costruita sull'apparenza e sulla falsa morale che fatica a liberarsi dei propri limiti e pregiudizi. La fine del libro, quando i quattro commentano la morte di Cuéllar, ne è un esempio lampante: 
(...) stai bene Cazzolino?, come te la passi vecchio?, non c'è male, ciao e già si era ammazzato, mentre andava al Nord, come?, in uno scontro, dove?, a quelle curve traditrici di Pasamayo, poveretto, dicevamo al funerale, quanto ha sofferto!, che vita la sua!, ma questa fine se l'è cercata lui. (2003:51) 

## Edizioni
- I cuccioli, traduzione di Angelo Morino, Collana I David n.35, Roma, Editori Riuniti, novembre 1978,  p. 157.
- I cuccioli, traduzione di A. Morino, Milano, BUR, 1996, ISBN 978-88-17-13850-5.
- I cuccioli. I capi. Nuova edizione, traduzione di A. Morino, Collana Einaudi Tascabili.Letteratura n.1137, Torino, 2003, ISBN 978-88-06-16602-1.